# Viobes
Viobes es un núcleo rural del concejo y parroquia de Nava, en el Principado de Asturias, España.

## Contexto geográfico
La aldea, de medio centenar de viviendas y 123 habitantes, se asienta en la falda del castro de La Forcá, (elemento catalogado en la Carta Arqueológica de Nava por sus materiales líticos: NA65 y Na66), a una altitud de 330 m. Dista 3,3 m de la villa de Nava, capital del concejo.

## Coordenadas
- Coordenadas UTM: X 296960,55  /  Y 4806761,55 . HUSO 30
- Prontuario: Estación meteorológica 1-196E.Long.05º 30'W  Lat. 43º 23'N  Alt. 350m

## Patrimonio cultural
Celebra su festividad el 26 de diciembre, día de San Esteban protomártir, cuya figura tallada en madera policromada de castaño, de unos 60 centímetros de altura, data del siglo XIX.